# Municipio de Richland (condado de Ottawa)
El municipio de Richland (en inglés: Richland Township) es un municipio ubicado en el condado de Ottawa en el estado estadounidense de Kansas. En el año 2010 tenía una población de 227 habitantes y una densidad poblacional de 2,45 personas por km².

## Geografía
El municipio de Richland se encuentra ubicado en las coordenadas 39°5′14″N 97°32′9″O / 39.08722, -97.53583. Según la Oficina del Censo de los Estados Unidos, el municipio tiene una superficie total de 92.77 km², de la cual 92,34 km² corresponden a tierra firme y (0,46 %) 0,43 km² es agua.

## Demografía
Según el censo de 2010, había 227 personas residiendo en el municipio de Richland. La densidad de población era de 2,45 hab./km². De los 227 habitantes, el municipio de Richland estaba compuesto por el 97,36 % blancos, el 0,44 % eran amerindios, el 1,32 % eran asiáticos, el 0,44 % eran de otras razas y el 0,44 % eran de una mezcla de razas. Del total de la población el 0,44 % eran hispanos o latinos de cualquier raza.